# François de Tott
François Baron de Tott (ungarisch Báró Tóth Ferenc; * 17. August 1733 in Chamigny; † 24. September 1793 in Bad Tatzmannsdorf) war ein französischer Diplomat und Militär ungarischer Herkunft. Er leistete der osmanischen Regierung von 1769 bis 1775 als Militärberater wichtige Dienste und verfasste später viel Aufsehen erregende Memoiren über seine Erlebnisse und Beobachtungen im Orient, in denen er als Erster viele der bis dahin in Europa umlaufenden, oft irrigen und unzuverlässigen Nachrichten über die dortigen Länder korrigierte.

## Leben

### Frühe Jahre
Der Vater von François de Tott war ein ungarischer Edelmann, der als Anhänger Rákóczis sein Vaterland hatte verlassen müssen und im Gefolge des hohen ungarischen Militärführers Bercsényi (französisch Bercheny) nach Frankreich gekommen war, für das er in der Folge militärische und diplomatische Dienste im Osmanischen Reich leistete. François de Tott selbst wuchs in Frankreich auf, trat als junger Bursche in das Husarenregiment von Bercheny ein, wurde im Juli 1747 in der Schlacht bei Lauffeldt verwundet und erreichte den Grad eines Capitaine.
Im April 1755 begleitete Tott seinen Vater in die Türkei, als dieser dem Gefolge des als Gesandter nach Konstantinopel abgehenden Charles Gravier, comte de Vergennes beigegeben wurde. Im gleichen Jahr verheiratete er sich mit Marie Rambaud, die einer bedeutenden Lyoner Kaufmannsfamilie entstammte, welche sich im 18. Jahrhundert in Konstantinopel niedergelassen hatte. Aus dieser Ehe hatte er zwei Töchter, Sophie (* 1758; † 1848), die Malerin wurde, und Marie-Françoise (* 1770; † 1854), die sich mit dem französischen Politiker und Militär François Armand Frédéric, duc de La Rochefoucauld verheiratete.
Auch nach des Vaters Tod (September 1757) blieb Tott während der Regierung Mustafas III.  bei der französischen Gesandtschaft, wo er von Vergennes eine Anstellung erhielt. Während eines achtjährigen Aufenthalts in Konstantinopel erwarb er sich eine ausgezeichnete Kenntnis der türkischen Sprache, Sitten und Einrichtungen. Im April 1763 kehrte er nach Frankreich zurück.

### Diplomatische und militärberatende Tätigkeit auf der Krim und im Osmanischen Reich
Die Einsicht, die Tott in die orientalischen Verhältnisse gewonnen hatte, veranlassten ihn, dem Herzog von Choiseul 1766 Vorschläge zu einem Handelsvertrag mit dem Khan der Krimtataren und zur Öffnung des Schwarzen Meers für die französische Flotte zu präsentieren. Seine Pläne fanden Anklang und zu ihrer Ausführung wurde er selbst 1767 als Nachfolger des erkrankten französischen Konsuls der Krim, Fornetti, nach Bachtschyssaraj als Resident gesendet. Er reiste dorthin über Polen, wo er vom Tod des Khans Arslan Giray erfuhr, was seine Mission erschweren konnte, da der neue Khan Maqsud Giray nicht zur Beibehaltung von Arslans politischem Kurs geneigt schien. Tott verließ Warschau am 15. September 1767 und kam am folgenden 17. Oktober in Bachtschyssaraj, der Residenz des Khans, an. Er beschrieb seine interessanten Beobachtungen über polnische und türkische Staatsangelegenheiten und erlangte beim Khan großes Gewicht.
Maßgeblich trug Tott durch seinen Einfluss zu dem vom Herzog von Choiseul gewünschten Ausbruch des russisch-türkischen Kriegs (1768–74) bei. Indessen fand er Maqsud Giray dennoch nicht genügend entgegenkommend und war möglicherweise an dessen Absetzung sowie der Wiedereinsetzung von Qırım Giray (November 1768) beteiligt, welchen letzteren er auf dem Feldzug von 1768/69 begleitete. Qırım Giray starb bereits im März 1769, und sein Nachfolger wurde Devlet IV Giray, der dem Baron de Tott die Rückkehr auf die Krim untersagte.
Daraufhin begab sich Tott wieder nach Konstantinopel und leistete der Hohen Pforte u. a. durch Verbesserung der Stückgießerei, des Artilleriewesens und der Pontonbrücken wichtige Dienste. Außerdem wurde ihm die Befestigung und Verteidigung der Dardanellen anvertraut, als eine vom Admiral Orlow kommandierte russische Flotte nach der Vernichtung der osmanischen Flotte in der Seeschlacht von Çeşme (Juli 1770) Konstantinopel bedrohte. Tott schlug u. a. die Errichtung von sechs mit 50 Kanonen bestückten Küstenbatterien auf der europäischen Seite der Meerenge sowie von fünf solchen Batterien auf der asiatischen Seite vor. Seine Pläne wurden umgesetzt und die Schiffe Orlows an der Einfahrt in die Dardanellen gehindert.
Anfang 1771 sah Tott voraus, dass sich die russische Offensive nun auf die Krim und nach Otschakow verlagern würde und stellte Maßnahmen zur Sicherung der dortigen türkischen Grenze vor. Für den Krieg des Jahres 1771 hatte er bereits 150 Kanonen herstellen lassen und bei Probeversuchen erreicht, dass die Kanoniere damit drei Schuss pro Minute abfeuern konnten, welche Geschwindigkeit die Osmanen erstaunte. Ferner unterrichtete Tott die Kanoniere im Bombenwerfen und beaufsichtigte 1772 den Bau einer neuen modernen Geschützgießerei in Konstantinopel. 1773–75 war er mit der Ausbesserung älterer und der Errichtung neuer Festungen entlang des Bosporus betraut. Damals entwickelte er auch Pläne für den Bau neuer Schiffe und überwachte deren Ausführung. Viele der von ihm angeregten Verbesserungen des türkischen Militärwesens trugen dann während der Regierung von Abdülhamid I. (1774–89) Früchte.
Durch seine Dienste hatte Tott die Achtung und das Vertrauen der Osmanen erworben, und auf ausdrückliche Empfehlung der Hohen Pforte erhob ihn Ludwig XV. im Juli 1773 in den Rang eines Brigadier des armées. Dessen ungeachtet hatte er manche Misshelligkeiten zu erdulden, die u. a. von der Skepsis der Osmanen gegenüber europäischer Technik herrührten, und beispielsweise wurden die mit dem Bau der neuen Festungen am Bosporus verbundenen Arbeiten nur mangelhaft ausgeführt. Dies veranlasste Tott 1776 zur Rückkehr nach Frankreich. Die Türken ließen ihm bei seiner Abreise einige Auszeichnungen zuteilwerden; als er etwa vom Großwesir Abschied nahm, schenkte ihm dieser einen Pelzmantel.

### Inspektionsreise in die Levante und nach Nordafrika
Wenige Monate nach seiner Heimkehr erhielt Tott vom Marineministerium den Auftrag, die französischen Konsulate in den Handelsplätzen der Levante und Nordafrikas zu inspizieren. Auf Wunsch Buffons wurde er auf dieser Mission vom Naturforscher Sonnini begleitet, der dabei Naturkundestudien betreiben wollte. Im Frühjahr 1777 verließ Tott mit seinem Gefolge Toulon und besuchte nacheinander u. a. Chania, Aleppo, Alexandria, Kairo, Larnaka, Smyrna, Thessaloniki, die Kykladen und Tunis. Nach 17-monatiger Inspektionsreise kehrte Tott nach Paris zurück, womit seine diplomatische Karriere endete. Er hatte bei seiner letzten Mission auch den geheimen Auftrag gehabt, die Möglichkeiten einer von ihm propagierten eventuellen französischen Expedition nach Ägypten auszuloten, doch verwarf der Graf von Vergennes, der damals Außenminister war, diese Idee, und erst Napoleon Bonaparte führte dieses Unternehmen 1798 durch.

### Abfassung der Memoiren

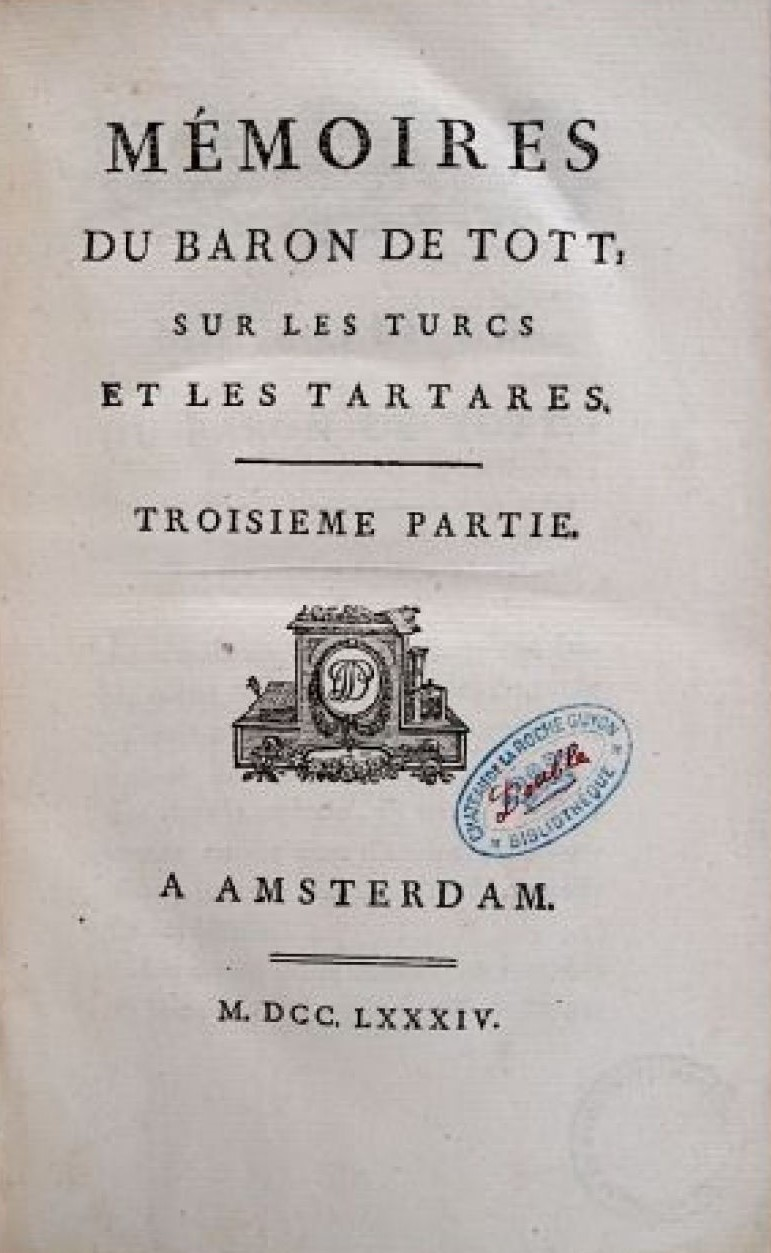
Die Memoiren

Tott, der zwei Pensionen vom Handels- und Außenministerium erhalten hatte und 1781 zum Maréchal de camp ernannt wurde, machte sich daran, die Ergebnisse seiner Erfahrungen, Dienste und Forschungen im Orient in seinen schätzenswerten Mémoires sur les Turcs et les Tatares (4 Bde., Amsterdam 1784) niederzulegen. Im ersten Band beschreibt er Konstantinopel, die damalige türkische Gesellschaft sowie ihr politisches System und hängt der Theorie vom orientalischen Despotismus an. Dann widmet er sich im folgenden Band der Deskription des Alltagslebens der Krimtataren vor deren Unterwerfung durch die Russen, seines dortigen Aufenthalt sowie der Flora und Fauna dieses Landes. Im dritten Band schildert er seine übertrieben dargestellte Rolle als Militärberater der osmanischen Regierung (1769–74) während deren Kampfes gegen Katharina die Große und liefert, abgesehen von der Überhöhung seiner Bedeutung, im Wesentlichen zuverlässige historische Informationen. Schließlich gibt er im vierten Band einen Überblick über seine letzte diplomatische Reise, beschreibt insbesondere Ägypten, etwa die Überreste der antiken Bauwerke des Nillandes, und empfiehlt bereits den Bau des Sueskanals.
Dem Werk Totts war großer Erfolg beschieden. Es machte viel Aufsehen und wurde bisweilen angegriffen. Der ersten Auflage folgten in den nächsten beiden Jahren vier weitere französische Editionen. Anlässlich der Erstedition erschien eine Kritik Peyssonnels (Lettre de M. de Peyssonnel, contenant quelques observations relatives aux mémoires qui ont paru sous le nom de M. le baron de Tott, Amsterdam 1785), welcher Brief aber eine Entgegnung des französischen Dragomans Pierre Jean Ruffin zur Folge hatte. Die zweibändige Pariser Quartausgabe der Mémoires von 1785 enthält diese Antwort auf Peyssonels Brief. Zu den Lesern des Werks zählte der junge Napoleon, und es lieferte u. a. Stoff für Raspes Münchhausen-Buch.
Bald wurden auch Übersetzungen von Totts Memoiren angefertigt. Die erste deutsche Übersetzung erschien unter dem Titel Merkwürdigkeiten und Nachrichten von den Türken und Tataren. Mit Anmerkungen (3 Bde., Elbing 1786), sodann eine solche mit Peyssonnels Verbesserungen und Zusätzen (2 Bde., Nürnberg 1787/88). Des Weiteren gab es Übertragungen ins Englische (2 Bde., 1785), ins Dänische durch Morten Hallager (2 Bde., Kopenhagen 1785), ins Niederländische durch Ysbrand Van Hammelsveld (Amsterdam 1789) und ins Schwedische (Uppsala 1800).

### Exil und Tod

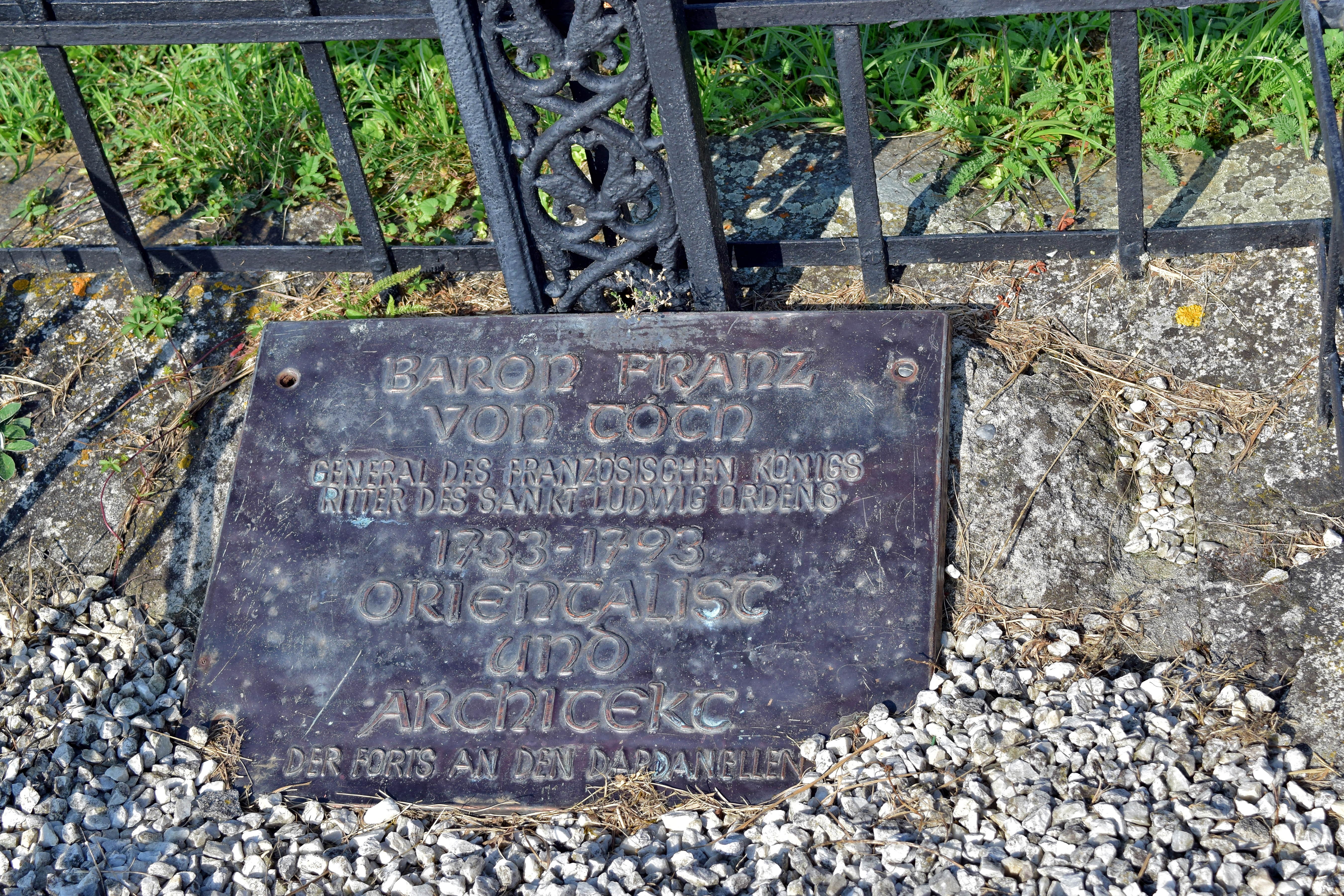
Tafel am Grab von François de Tott in Bad Tatzmannsdorf

1786 oder 1787 wurde Tott zum Kommandanten von Douai ernannt und hatte diesen Posten auch noch beim Ausbruch der Französischen Revolution (1789) inne. Doch als er 1790 einen von der aus vier Regimentern bestehenden Garnison Douais gefasstem Plan vereiteln wollte, deren Soldaten von den neuen Ideen erfüllt waren, erhoben sich diese gegen ihn, ihren Kommandanten, beschuldigten ihn, ein Aristokrat zu sein und drohten, ihn auf der nächsten Laterne aufzuhängen. Tott entzog sich diesem Schicksal durch Flucht und gelangte nach Paris. Von dort aus begab er sich in die Schweiz und verweilte hier ein Jahr. Anschließend ging er nach Wien, wo er als der Sohn eines Anhängers von Ragoczy erst begnadigt werden musste. Daraufhin lebte er sehr zurückgezogen in Ungarn auf dem Gut eines alten Freundes seiner Familie, des Grafen Tivadar Batthyány. 1793 starb Tott, der sich auch als Zeichner und Musiker betätigt hatte, im Alter von 60 Jahren in Bad Tatzmannsdorf.